# Isonychia rufa
Isonychia rufa är en dagsländeart som beskrevs av Mcdunnough 1931. Isonychia rufa ingår i släktet Isonychia och familjen Isonychiidae. Inga underarter finns listade i Catalogue of Life.